# Divisió de Malakand

La divisió de Malakand (en verd) al nord del Pakistan

La divisió de Malakand fou l'entitat administrativa que va substituir l'agència de Malakand el 1970 i va durar fins a l'abolició de les divisions el 2000. La divisió de Malakand va quedar formada per quatre districtes: Chitral, Dir, Swat i Malakand. La capital era Malakand (fort).